# Katarzyna Miller
Katarzyna Jadwiga Miller (ur. w 1962) – polska psycholożka, psychoterapeutka, felietonistka, filozofka, nauczycielka akademicka, piosenkarka, kompozytorka i autorka tekstów.

## Życiorys

### Edukacja i kariera
Ukończyła filozofię i psychologię na Uniwersytecie Warszawskim. Wieloletnia wykładowczyni na Gender Studies UW.
Publikuje swoje felietony w czasopiśmie „Zwierciadło”. Do marca 2020 roku prowadziła codzienną audycję w Radiu Kolor. Wydała prawie 40 książek (w tym 3 serie książkowe) oraz 2 tomiki wierszy. Na stałe współpracuje z ośrodkiem rozwoju osobistego Alcha.
Stale udziela się w wielu stacjach radiowych (m.in. w Tok FM, Polskim Radiu RDC, stacjach Polskiego Radia, RMF FM czy Radiu Zet), kanałach w serwisie YouTube (m.in. Imponderabilia) oraz programach telewizyjnych (w tym w magazynach śniadaniowych: Pytanie na śniadanie i Dzień dobry TVN). Prowadzi swój autorski oficjalny kanał na YouTube pod nazwą „Na chwilę”, który powstał w lipcu 2021 roku.
W lutym 2021 roku opublikowała pierwszy teledysk – do coveru utworu Joe Dassina „Et si tu n’existais pas”. Piosenka w języku polskim została nazwana „Miłość ma karmelu smak”.
5 marca 2021 wydała debiutancki album studyjny Choćby tylko na chwilę, którego promowały dwa single: „Idę w ciebie jak w tango” oraz „Dojrzała miłość”.

## Dyskografia
Albumy studyjne
| Rok  | Dane dot. albumu                                                                                         |
| ---- | --- |
| 2021 | Choćby tylko na chwilę - Wydany: 5 marca 2021 - Wytwórnia: MTJ - Format: CD, digital download, streaming |

Single
| Rok  | Tytuł                      | Album                  |
| ---- | -------------------------- | ---------------------- |
| 2021 | „Idę w ciebie jak w tango” | Choćby tylko na chwilę |
| 2021 | „Dojrzała miłość”          | Choćby tylko na chwilę |

Teledyski
| Rok  | Tytuł                                          | Reżyseria                                         | Produkcja                                         | Źr.    |
| ---- | ---------------------------------------------- | ------------------------------------------------- | ------------------------------------------------- | ------ |
| 2021 | „Miłość ma karmelu smak” (oraz BosscyBoySS)    | Sebasstian Skalski                                | Sebasstian Skalski                                | [ 19 ] |
| 2021 | „Idę w ciebie jak w tango” (teledysk tekstowy) | Mateusz Dziworski, Agencja Kreatywna Sweet Jesus! | Mateusz Dziworski, Agencja Kreatywna Sweet Jesus! | [ 24 ] |

## Publikacje
Większość książek (i ich serii) Katarzyny Miller zostały wydane poprzez wydawnictwo Zwierciadło. Jedynie tomiki wierszy zostały wydane poprzez Wydawnictwo Naukowe i Literackie OPEN oraz Tikkun, a serię Moc uczuć opublikowało wydawnictwo Dwukropek.

### Książki
- Stołeczek
- Blaski życia
- Królowe życia
- Nie bój się życia
- Zrób to kochanie
- Fontanna miłości
- Ból jest jedwabiem
- Królowe życia i król
- Kup kochance męża kwiaty
- Droga Kasiu, jak żyć lepiej?
- Żeby chciało nam się kochać
- Męskie sposoby na damskie rozmowy
- Słone ciasteczka. 10 opowiadań erotycznych
- W życiu jak w kinie, czyli filmy na kozetce u Kasi
- Porozmawiajmy o seksie (z Tomaszem Jastrunem)
- Jak pies z kotem, czyli o radości i złości w miłości (z Miłoszem Brzezińskim)
- Bajki rozebrane (z Tatianą Cichocką)
- Bez cukru, proszę (z Danutą Kondratowicz)
- Chcę być kochana tak jak chcę (z Ewą Konarowską)
- Życie jest fajne (z Małgorzatą Szcześniak)
- Seksownik, czyli mądrze i pikantnie (z Beatą Pawłowicz)
- Poznaj siebie. Karty emocji (z Joanną Olekszyk)
- To Twoje życie. Pokochaj je (z Joanną Olekszyk)
- Daj się pokochać dziewczyno (z Joanną Olekszyk)
- Mam faceta i mam... problem (z Susan Giżyńską)
- Jak się nie rozstać, a jeśli się rozstać, to jak? (z Susan Giżyńską)
- Życie od A do Z (z Dariusz Janiszewski)
- Pisać. Rozmowy o książkach (jedna z wielu autorów)

### Serie książek
- Seria Moc uczuć:
  - Moc uczuć. Wstyd
  - Moc uczuć. Radość
- Seria Instrukcja obsługi:
  - Instrukcja obsługi dzieci (z Susan Giżyńską)
  - Instrukcja obsługi toksycznych ludzi (z Susan Giżyńską)
  - Instrukcja obsługi faceta (z Susan Giżyńską)
  - Instrukcja obsługi kobiety (z Susan Giżyńską)
- Seria Być:
  - Być kobietą i wreszcie zwariować
  - Byś córką i nie zwariować (z Anną Bimer)
  - Być parą i nie zwariować (z Andrzejem Gryżewskim)
  - Być kobietą i nie zwariować (z Moniką Pawluczuk)
  - Być kobietą i nie zwariować. Opowieści psychoterapeutyczne (z Moniką Pawluczuk)

### Tomiki wierszy
- Stołeczek
- Ból jest jedwabiem